# Морилка (река)
Морилка — река в России, протекает в Старорусском районе Новгородской области. Устье реки находится в 3,5 км по левому берегу реки Холынья. Длина реки составляет 16 км.
Река протекает через деревню Бараново Великосельского сельского поселения.

## Данные водного реестра
По данным государственного водного реестра России относится к Балтийскому бассейновому округу, водохозяйственный участок реки — Ловать и Пола, речной подбассейн реки — Волхов. Относится к речному бассейну реки Нева (включая бассейны рек Онежского и Ладожского озера).
Код объекта в государственном водном реестре — 01040200312102000024039.